# Afonso Arinos de Melo Franco
Afonso Arinos de Melo Franco (Paracatu, 1 de maio de 1868 – Barcelona, 19 de fevereiro de 1916) foi um jornalista, escritor e jurista brasileiro. Ocupou a cadeira 40 da Academia Brasileira de Letras.

## Vida
Foi filho de Virgílio de Melo Franco e de Ana Leopoldina de Melo Franco. Foi irmão do diplomata brasileiro Afrânio de Melo Franco.
Iniciou o curso de direito em 1885 em São Paulo. Concluído os estudos quatro anos mais tarde, mudou-se com a família para Ouro Preto, na ocasião capital do Estado de Minas Gerais, onde lecionou história do Brasil no Liceu Mineiro. Tornou-se um dos fundadores da Faculdade de Direito de Minas Gerais, passando a lecionar Direito Criminal.
Teve vários trabalhos publicados na Revista do Brasil e na Revista Brasileira durante a década de 1890. Adoeceu durante uma viagem de navio à Europa, vindo a falecer na Espanha.

## Homenagens
No estado do Rio de Janeiro, no município de Comendador Levy Gasparian, o anteriormente denominado povoado Barra Longa, onde havia uma e estação de trem, teve o nome alterado nos anos 1920 para Afonso Arinos, como homenagem a Afonso Arinos de Melo Franco, escritor e político mineiro. Em 1 de março de 1963, foi criado o município de Arinos, no estado de Minas gerais também em sua homenagem.

## Obras publicadas
- Pelo Sertão - contos (1898)
- Os jagunços - romance (1898)
- Notas do dia (1900)

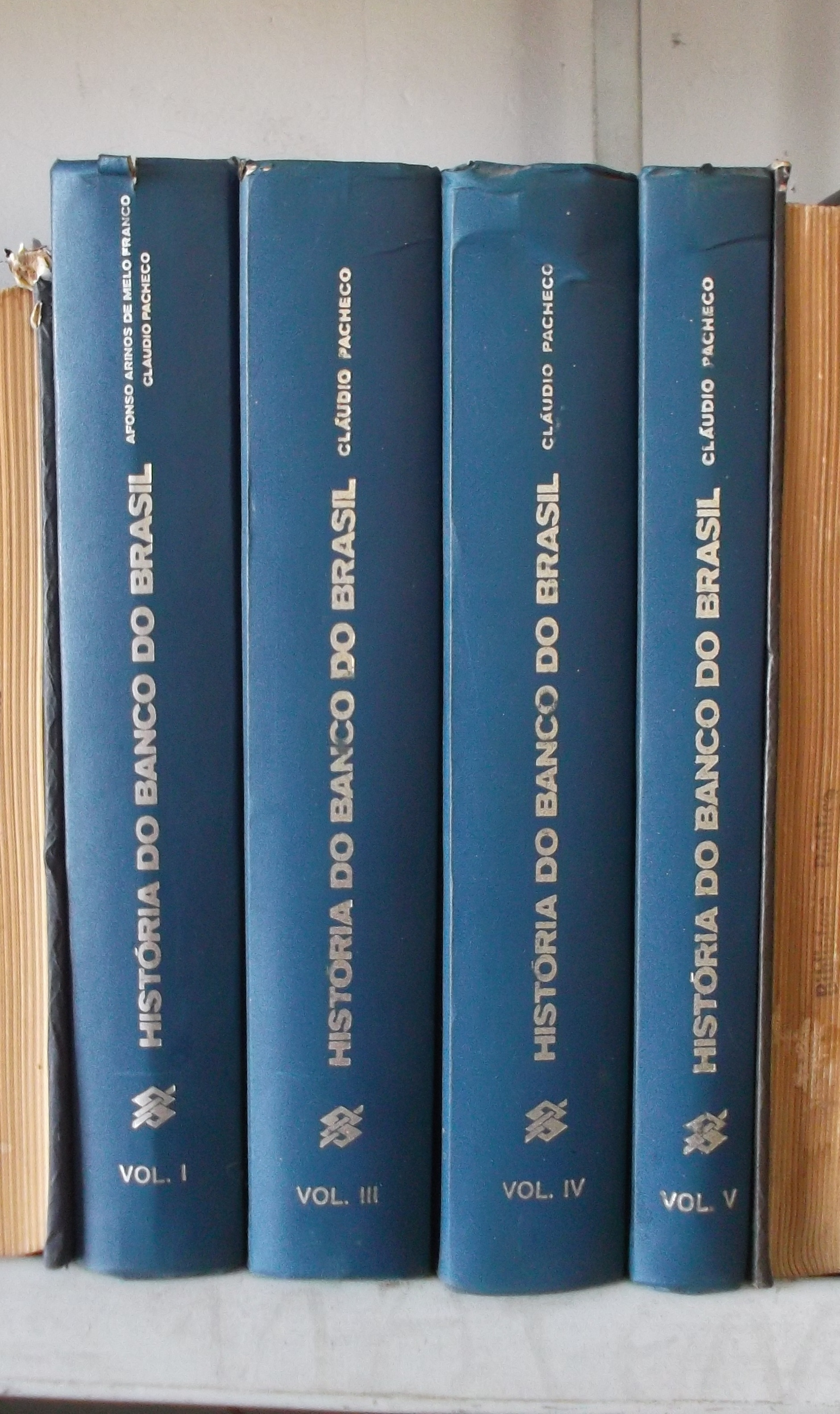
História do Banco do Brasil, iniciada por Arinos e continuada pelo jurista Cláudio Pacheco Brasil.

- O contratador de Diamantes - drama (póstumo, 1917)
- A unidade da Pátria (póstumo, 1917)
- Lendas e Tradições Brasileiras (póstumo, 1917)
- O mestre de campo - drama (póstumo, 1918)
- Histórias e paisagens (póstumo, 1921)
- Ouro, ouro (inacabado)

## Academia Brasileira de Letras
Foi eleito para a cadeira 40 da Academia Brasileira de Letras em 31 de dezembro de 1901, sendo recebido em 18 de setembro de 1903 pelas mãos do acadêmico Olavo Bilac.